# Johnston City
Johnston City – miasto w Stanach Zjednoczonych, w stanie Illinois, w hrabstwie Williamson.